# Nowiny (rejon nieświeski)
Nowiny (biał. Новіны; ros. Новины) – wieś na Białorusi, w obwodzie mińskim, w rejonie nieświeskim, w sielsowiecie Horodziej.
W dwudziestoleciu międzywojennym w miejscu dzisiejszej wsi leżał las Nowinka. Położony był on w Polsce, w województwie nowogródzkim, w powiecie nieświeskim.